# Federazione di canottaggio dei Paesi Bassi
La Reale Federazione Olandese di Canottaggio (conosciuta come Koninklijke Nederlandsche Roeibond o con l'acronimo KNRB in olandese) è l'organizzazione sportiva che sovrintende il canottaggio olandese fondata nel 1917.
Ha la propria sede presso il Bosbaan, lago artificiale per le gare di canottaggio situato nell'Amsterdamse Bos (Foresta di Amsterdam in olandese), nella città di Amstelveen che fa parte dell'area metropolitana di Amsterdam. La federazione è affiliata al Comitato Olimpico dei Paesi Bassi e ha il diritto di nominare le squadre e gli atleti che parteciperanno alle Olimpiadi. Compito della federazione è ottenere i migliori risultati con le ridotte risorse a disposizione.
La federazione cerca, inoltre, di raccogliere un vasto pubblico attorno alle gare di canottaggio, sport molto apprezzato nei Paesi Bassi.
Sono affiliate alla KNRB 124 società e 45.000 tesserati (dati 2022).